# Bayonetta (computerspelserie)
Bayonetta  is een computerspelserie van hack and slash en beat 'em ups ontwikkeld door PlatinumGames en uitgegeven door Sega en Nintendo.
Het eerste gelijknamige spel in de reeks werd uitgebracht op 29 oktober 2009 voor PlayStation 3 en Xbox 360. Het verscheen in 2014 voor Wii U, in 2017 voor Windows en in 2018 voor Switch. Een geremasterde versie kwam in 2020 voor PlayStation 4 en Xbox One. Het tweede deel verscheen op 20 september 2014 voor de Wii U en op 16 februari 2018 voor de Switch. Een derde deel verscheen opnieuw voor de Switch op 28 oktober 2022.
De spelserie is wereldwijd ruim 4,19 miljoen keer verkocht.

## Beschrijving
De spelserie draait om de protagonist Bayonetta, een heks die behendig is in gevechten en krachtige magie bezit. Ze gebruikt vuurwapens en magische aanvallen om tegen engelachtige vijanden te vechten.
De spellen bestaan uit meerdere hoofdstukken, met elk een aantal verzen. Afhankelijk van de prestaties van de speler, krijgt de speler een medaille voor elk vers: Stone, Bronze, Silver, Gold, Platinum of Pure Platinum. Dit is vergelijkbaar met het beoordelingssysteem van Viewtiful Joe, een andere serie die door regisseur Hideki Kamiya is bedacht. Aan het eind van een hoofdstuk wordt een eindscore en een prijs gegeven, afhankelijk van de medailles die zijn behaald, de punten die in mindering zijn gebracht vanwege het gebruik van bepaalde items en het aantal keer dat de speler stierf in het spel. Deze punten kunnen worden ingewisseld voor items, overige punten brengen halo's voort.

## Spellen in de reeks
- Bayonetta (2009)
- Bayonetta 2 (2014)
- Bayonetta 3 (2022)
- Bayonetta Origins: Cereza and the Lost Demon (2023)

## Ontvangst
De spellen zijn positief ontvangen in recensies. Men prees de hevige actiescènes en het diepgaande gevechtssysteem. Kritiek was er op de overdadige elementen en het verhaal. Bayonetta heeft op verzamelwebsite Metacritic voor alle platforms een gemiddelde score van 86,3%, Bayonetta 2 heeft een gemiddelde score van 91,5%., en Bayonetta 3 kreeg een score van 88%.

## Andere media
Door de populariteit van de spelserie werd er in Japan op 23 november 2013 een animefilm uitgebracht onder de titel Bayonetta: Bloody Fate.
Bayonetta verscheen als een downloadbaar personage in het vechtspel Anarchy Reigns en als gastpersonage in The Wonderful 101. Ze verscheen ook in Super Smash Bros. voor 3DS en Wii U en in Super Smash Bros. Ultimate. Daarnaast is er van Bayonetta een eigen amiibo verschenen.